# 1345 Potomac
1345 Potomac eller A908 CE är en asteroid i huvudbältet, som upptäcktes 4 februari 1908 av den amerikanske astronomen Joel Hastings Metcalf i Taunton. Den har fått sitt namn efter floden Potomac i nordöstra USA.
Asteroiden har en diameter på ungefär 72 kilometer och den tillhör asteroidgruppen Hilda.